# Bughouse chess
Bughouse chess（直譯：瘋人院棋）、exchange chess（直譯：交換棋）、Siamese chess（直譯：連體棋）、tandem chess（直譯：串聯國際象棋）、transfer chess（直譯：轉移棋）、double bughouse（直譯：雙瘋人院）、cross chess（直譯：交叉棋）、swap chess（直譯：交換棋）、bughouse（直譯：瘋人院）、bugsy、bug。在1960年代出現，是種兩人同隊四人對弈的國際象棋變體。能夠將被隊友殺死的棋子放回自己的棋盤上使用，戰術需考量合作。有組織定期舉辦比賽。
雙狂象棋為其兩人版本。

## 遊戲規則
使用兩盤棋盤，兩組棋子。兩人同隊，各執黑與白，在不同棋盤分別對抗對手的白方與黑方。順序為第一盤白方→第二盤白方→第二盤黑方→第一盤黑方，重復循環。若對手任何一方被將死或悶殺，則己方與隊友獲勝。
除使用正統的國際象棋規則外，另外加記譜方式同一般，但棋子置入時用@符號表示。每回玩家可選擇移動自己的棋子，或將隊友俘虜來的棋子放置於沒有被佔據的格子上。將棋子放回時必須遵循下列原則：
- 放回場上的車，不可進行王車移位。
- 升級後的兵被俘虜後，放回時要還原成兵。
- 放回場上的兵不可放在己方或對方的底線。
- 重置己方兵線（次底線）的兵第一步可走一格或兩格。

## 外部連結
- 規則介紹（页面存档备份，存于）
- 遊戲策略
- 遊戲下載
- 遊戲下載（页面存档备份，存于）